# تشو ليان تيرنج

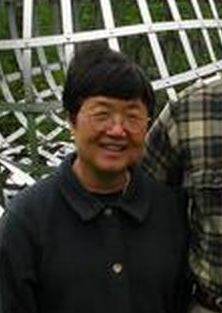
تشو ليان تيرنج ، في عام 2010.

تشو ليان تيرنج ( الصينية:滕楚蓮 ؛ بينيين: Téng Chǔlián) عالمة رياضيات تايوانية أمريكية. مجالات بحثها هي الهندسة التفاضلية والأنظمة القابلة للتكامل ، مع اهتمامات خاصة في المعادلات التفاضلية الجزئية الهاميلتونية تامة التكامل وعلاقاتها بالهندسة التفاضلية ، وهندسة وطوبولوجيا عديدات الطيات الفرعية في الفراغ المتماثل ، وهندسة الإجراءات المتساوية القياس. 

## التعليم والمسار الوظيفي
حصلت على درجة البكالوريوس من جامعة تايوان الوطنية عام 1971 وعلى درجة الدكتوراه من جامعة برانديز عام 1976  تحت إشراف ريتشارد باليه ‏ ، [بحاجة لمصدر] الذي تزوجته لاحقًا.  وهي حاليًا أستاذة فخرية في جامعة كاليفورنيا في إيرفين .  و قد كانت أستاذة في جامعة نورث إيسترن لسنوات عديدة. قبل انضمامها إلى جامعة نورث إيسترن ، أمضت عامين في جامعة كاليفورنيا ، بيركلي وأربع سنوات في جامعة برينستون . كما أمضت عامين في معهد الدراسات المتقدمة (IAS) في برينستون وسنتين في معهد ماكس بلانك في بون بألمانيا .
كانت تيرنج عضوًا نشطًا في جمعية المرأة للرياضيات (AWM). شغلت منصب رئيس ال AWM من عام 1995 إلى عام 1997 ، وترأست مؤتمر احتفالية جوليا روبينسون بالمرأة في مجال الرياضيات ، الذي عقد في الفترة من 1 إلى 3 يوليو 1996 ،  وترأست لجان جائزة ميشلر و منحة السفر / التوجيه. 
خدمت تيرنج في مجالس تحرير تعاملات جمعية الرياضيات الأمريكية ‏ ، والمجلة التايوانية للرياضيات ، واتصالات التحليل والهندسة ، و وقائع الجمعية الأمريكية للرياضيات ‏ ، و دورية نظرية النقطة الثابتة و تطبيقاتها. 

في عام 1999 ، تم اختيارها كمحاضر AWM / MAA Falconer . نص اقتباسها: 
اهتم بحثها المبكر بتصنيف الحزم الشعاعية الطبيعية والمعاملات التفاضلية الطبيعية بينهم. ثم أصبحت مهتمة بالهندسة متعددة الطيات الفرعية. مساهماتها الرئيسية هي تطوير نظرية هيكلية لعديدات الطيات الفرعية متماثلة الحدود في {\displaystyle \mathbb {R} ^{n}} وبناء معادلات Soliton من عديدات الطيات الفرعية الخاصة. في الآونة الأخيرة ، كل من تيرنج و كارين يوهلينبيك ( جامعة تكساس في أوستن ) طورتا نهجًا عامًا لPDEs القابلة للتكامل والتي تشرح تناظرتها الخفية فيما يتعلق بأفعال المجموعة الحلقية. شاركت في تأليف كتاب Submanifold Geometry and Critical Point Theory ومحررة لمجلة Journal of Differential Geometry Survey المجلد الرابع حول «الأنظمة المتكاملة». عملت البروفيسور تيرنج كرئيسة لجمعية النساء في الرياضيات (AWM) من 1995 إلى 1997 وكعضو عمومي في مجلس الجمعية الأمريكية للرياضيات (AMS) من 1989 إلى 1992. وهي حاليًا عضو في المجلس الاستشاري للمركز الوطني للعلوم النظرية في تايوان ، واللجنة التوجيهية لمعهد الدراسات المتقدمة بارك سيتي الصيفي ، وهيئة تحرير معاملات ال AMS.

## التكريمات
- زمالة سلون عام 1980.
- جائزة هومبولت للعالم المخضرم في عام 1997.
- AWM / MAA محاضر Falconer في عام 1999
- زميلة الجمعية الرياضية الأمريكية ، 2012. [11]
- زميلة جمعية النساء في الرياضيات 2018 (الفصل الافتتاحي). [12]

## التقديرات
مع صن يونج أليس تشانغ ، و فان تشونغ ، و ويني لي ، و جانج مي وو ، و مي تشي تشاو، تعتبر تيرنج واحدة من مجموعة من ست عالمات رياضيات من جامعة تايوان الوطنية اللاتي تم وصفهن من قبل شينغ شين تشيرن بأنها معجزة في التاريخ الصيني ؛ و مجد الشعب الصيني ".

## روابط خارجية
- الصفحة الرئيسية لـ تيرنج في جامعة كاليفورنيا ، إيرفين.
- تشو ليان تيرنج في شجرة علماء الرياضيات

1. ↑   https://awm-math.org/awards/awm-fellows/2018-awm-fellows/. اطلع عليه بتاريخ 2022-12-05. {{استشهاد ويب}}: |url= بحاجة لعنوان (مساعدة) والوسيط |title= غير موجود أو فارغ (من ويكي بيانات) (مساعدة)
2. 1 2   http://www.ams.org/fellows_by_year.cgi?year=2013. اطلع عليه بتاريخ 2022-11-24. {{استشهاد ويب}}: |url= بحاجة لعنوان (مساعدة) والوسيط |title= غير موجود أو فارغ (من ويكي بيانات) (مساعدة)
3. 1 2   http://www.ams.org/news?news_id=1680. اطلع عليه بتاريخ 2022-11-24. {{استشهاد ويب}}: |url= بحاجة لعنوان (مساعدة) والوسيط |title= غير موجود أو فارغ (من ويكي بيانات) (مساعدة)
4. 1 2  Chuu-Lian Terng Faculty Profile، University of California at Irvine، مؤرشف من الأصل في 2015-10-22، اطلع عليه بتاريخ 2020-12-06
5. ↑  "UCI ADVANCE Program Advance Chair > Chuu-Lian Terng". مؤرشف من الأصل في 2011-08-11.
6. ↑  "Richard Palais' Home Page". University of California at Irvine, Department of Mathematics. 2006. مؤرشف من الأصل في 2020-09-25.
7. ↑  Chuu-Lian Terng at the Department of Mathematics, University of California at Irvine، University of California at Irvine\accessdate=6 December 2020، مؤرشف من الأصل في 2020-10-30
8. ↑  Julia Robinson Celebration for Women in Mathematics Conference at MSRI، Association for Women in Mathematics، مؤرشف من الأصل في 2019-11-01، اطلع عليه بتاريخ 2020-12-06
9. ↑  Historical List of AWM Committees، Association for Women in Mathematics، مؤرشف من الأصل في 2024-11-26، اطلع عليه بتاريخ 2020-12-06.
10. ↑  "AWM/MAA Lecture". Newsletter of the Association for Women in Mathematics. ج. 29 ع. 4: 29. يوليو–أغسطس 1999. اطلع عليه بتاريخ 2019-04-04.
11. ↑  List of Fellows of the American Mathematical Society, retrieved 2013-08-25. نسخة محفوظة 2020-02-04 على موقع واي باك مشين.
12. ↑  "2018 Inaugural Class of AWM Fellows". Association for Women in Mathematics. مؤرشف من الأصل في 2021-01-11. اطلع عليه بتاريخ 2020-12-06.